# 村上春蔵
村上 春蔵（春藏、むらかみ はるぞう、1905年（明治38年）4月30日 - 1995年（平成7年）4月22日）は、昭和期の実業家、政治家。参議院議員（2期）。

## 経歴
大分県南海部郡大入島村（現佐伯市）で、村上袈裟松の息子として生まれる。父の土建業経営の関係で朝鮮に移住。京城簡易商業学校を卒業し、家業の土木請負業に従事。国内、朝鮮、満洲などで発電所、トンネルなどの工事を請け負い、1933年（昭和8年）村上組が設立され常務に就任した。
終戦後に朝鮮から引揚げ、別府の白雲山荘を買収して取締役社長に就任。戦後の復興に政治の力が不可欠と考え、兄村上勇と共に鳩山一郎に相談し、1946年（昭和21年）2月に日本自由党大分県支部を立ち上げ、同年、村上建設社長に就任。日本自由党大分県支部連幹事長、同会長を歴任し、兄勇の政治活動を支えた。
政界への進出を希望していたが、兄勇が村上建設の事業に支障が出るのを懸念して同意していなかった。1959年（昭和34年）6月の第5回参議院議員通常選挙に大分県地方区から、自由民主党は緑風会現職の後藤文夫に自民党公認として出馬を要請したが、後藤が緑風会との関係を重視して辞退したため、春蔵が候補としてふさわしいとの声が強くなり兄勇もやむを得ず同意し、立候補して初当選を果たした。1965年（昭和40年）7月の第7回通常選挙でも再選され、参議院議員を連続2期務めた。この間、第3次池田内閣と第1次佐藤内閣の通商産業政務次官、参議院商工委員長、同院自民党国会対策副委員長、自民党副幹事長、九州地方開発審議会委員などを務めた。体調を崩して第9回通常選挙には出馬せずに引退し、郷里で療養した。
その後、自民党大分県支部常任顧問などを務めた。1975年（昭和50年）春の叙勲で勲二等旭日重光章受章。
1995年（平成7年）4月22日死去、89歳。死没日をもって正四位に叙される。

## 逸話
1953年6月の昭和28年西日本水害の際に、日田市の夜明発電所（夜明ダム）工事の現地指導のため原鶴温泉に星野組社長門屋盛一と共に滞在していたが、水害のため旅館が流失寸前となり、春蔵が門屋の体を身に縛り付けて濁流に飛び込み、かろうじて岸に這い上がり九死に一生を得た。このことも兄勇が春蔵の参院選立候補に同意する理由となった。

## 親族
- 兄 村上勇（衆議院議員）[4]